# Reon Nozawa
Reon Nozawa (野澤 零温 Nozawa Reon?), född 21 juli 2003 i Tokyo prefektur, är en japansk fotbollsspelare.
Nozawa började sin karriär 2019 i FC Tokyo.